# Attila Szalai
Attila Árpád Szalai (Boedapest, 20 januari 1998) is een Hongaars voetballer die als centrale verdediger speelt. Hij verruilde Fenerbahçe in juli 2023 voor TSG 1899 Hoffenheim. Szalai debuteerde in 2019 in het Hongaars voetbalelftal.

## Clubcarrière
Szalai speelde in de jeugd van Vasas SC Boedapest en vertrok op jonge leeftijd naar Oostenrijk, om te gaan spelen in de jeugdopleiding van Rapid Wien. Voor die club maakte hij op 11 mei 2016 zijn profdebuut tegen SC Rheindorf Altach, maar het bleef bij een enkele invalbeurt en hij speelde in Oostenrijk voornamelijk bij het tweede team van de club. In 2017 keerde Szalai transfervrij terug naar zijn thuisland en tekende hij een contract bij Mezőkövesd-Zsóry SE. Daar was de jonge verdediger twee seizoenen een vaste waarde in de verdediging. In 2019 werd Szalai aangetrokken door Apollon Limasol op Cyprus. In zijn eerste seizoen op Cyprus was Szalai niet altijd basisspeler, maar door zijn sterke spel in de eerste seizoenshelft van het seizoen 2020/21 wekte hij de interesse van Fenerbahçe SK. Op 17 januari 2021 tekende hij een contract bij de Turkse topclub, dat €2.000.000,- voor hem betaalde. Hij maakte zijn debuut in de competitie een week later tegen Kayserispor en maakte zijn eerste doelpunt op 8 maart 2021 tegen Konyaspor.

## Interlandcarrière
Szalai begon bij de jeugdteams van Hongarije en speelde zijn eerste interland met de onder 16 van Hongarije tegen de leeftijdsgenoten uit Polen. Szalai speelde verder ook voor andere Hongaarse jeugdelftallen. Op 15 november 2019 debuteerde Szalai voor het Hongaars voetbalelftal in een vriendschappelijke interland tegen Uruguay in de openingswedstrijd van de Puskás Aréna (1–2 verlies). Szalai viel die dag in de 72e minuut in voor Botond Baráth. Zijn eerste basisplaats had Szalai in september 2020 in de UEFA Nations Leaguewedstrijd in en tegen Turkije (0–1 winst). Szalai maakte deel uit van de Hongaarse selectie voor het uitgestelde EK 2020. Hij stond in de basis in de drie groepswedstrijden, waarin Hongarije met twee gelijke spelen tegen Frankrijk en Duitsland indruk maakte. De groepsfase werd echter niet overleefd.
Szalai werd op 14 mei 2024 door bondscoach Marco Rossi opgenomen in de Hongaarse selectie voor het EK 2024 in Duitsland. Hongarije werd in de groepsfase uitgeschakeld na nederlagen tegen Zwitserland (1–3) en Duitsland (2–0) en een overwinning tegen Schotland (0–1). Szalai kwam in actie tegen Zwitserland en Schotland.
| Interlands van Attila Szalai voor Hongarije | Interlands van Attila Szalai voor Hongarije | Interlands van Attila Szalai voor Hongarije | Interlands van Attila Szalai voor Hongarije | Interlands van Attila Szalai voor Hongarije | Interlands van Attila Szalai voor Hongarije |
| No.                                         | Datum                                       | Wedstrijd                                   | Uitslag                                     | Competitie                                  | Bijz.                                       |
| Als speler van Apollon Limasol              | Als speler van Apollon Limasol              | Als speler van Apollon Limasol              | Als speler van Apollon Limasol              | Als speler van Apollon Limasol              | Als speler van Apollon Limasol              |
| ------------------------------------------- | ------------------------------------------- | ------------------------------------------- | ------------------------------------------- | ------------------------------------------- | ------------------------------------------- |
| 1                                           | 15 november 2019                            | Hongarije – Uruguay                         | 1 – 2                                       | Vriendschappelijk                           |                                             |
| 2                                           | 3 september 2020                            | Turkije – Hongarije                         | 0 – 1                                       | UEFA Nations League                         |                                             |
| 3                                           | 6 september 2020                            | Hongarije – Rusland                         | 2 – 3                                       | UEFA Nations League                         |                                             |
| 4                                           | 8 oktober 2020                              | Bulgarije – Hongarije                       | 1 – 3                                       | EK 2020 kwalificatieplay-offs               |                                             |
| 5                                           | 11 oktober 2020                             | Servië – Hongarije                          | 0 – 1                                       | UEFA Nations League                         |                                             |
| 6                                           | 14 oktober 2020                             | Rusland – Hongarije                         | 0 – 0                                       | UEFA Nations League                         |                                             |
| 7                                           | 12 november 2020                            | Hongarije – IJsland                         | 2 – 1                                       | EK 2020 kwalificatieplay-offs               |                                             |
| 8                                           | 18 november 2020                            | Hongarije – Turkije                         | 2 – 0                                       | UEFA Nations League                         |                                             |
| Als speler van Fenerbahçe SK                |                                             |                                             |                                             |                                             |                                             |
| 9                                           | 25 maart 2021                               | Hongarije – Polen                           | 3 – 3                                       | WK 2022 kwalificatie                        |                                             |
| 10                                          | 28 maart 2021                               | San Marino – Hongarije                      | 0 – 3                                       | WK 2022 kwalificatie                        |                                             |
| 11                                          | 31 maart 2021                               | Andorra – Hongarije                         | 1 – 4                                       | WK 2022 kwalificatie                        |                                             |
| 12                                          | 4 juni 2021                                 | Hongarije – Cyprus                          | 1 – 0                                       | Vriendschappelijk                           |                                             |
| 13                                          | 8 juni 2021                                 | Hongarije – Ierland                         | 0 – 0                                       | Vriendschappelijk                           |                                             |
| 14                                          | 15 juni 2021                                | Hongarije – Portugal                        | 0 – 3                                       | EK 2020 – Groepsfase                        |                                             |
| 15                                          | 19 juni 2021                                | Hongarije – Frankrijk                       | 1 – 1                                       | EK 2020 – Groepsfase                        |                                             |
| 16                                          | 23 juni 2021                                | Duitsland – Hongarije                       | 2 – 2                                       | EK 2020 – Groepsfase                        |                                             |
| 17                                          | 2 september 2021                            | Hongarije – Engeland                        | 0 – 4                                       | WK 2022 kwalificatie                        |                                             |
| 18                                          | 5 september 2021                            | Albanië – Hongarije                         | 1 – 0                                       | WK 2022 kwalificatie                        |                                             |
| 19                                          | 8 september 2021                            | Hongarije – Andorra                         | 2 – 1                                       | WK 2022 kwalificatie                        |                                             |
| 20                                          | 9 oktober 2021                              | Hongarije – Albanië                         | 0 – 1                                       | WK 2022 kwalificatie                        |                                             |
| 21                                          | 12 oktober 2021                             | Engeland – Hongarije                        | 1 – 1                                       | WK 2022 kwalificatie                        |                                             |
| 22                                          | 12 november 2021                            | Hongarije – San Marino                      | 4 – 0                                       | WK 2022 kwalificatie                        |                                             |
| 23                                          | 15 november 2021                            | Polen – Hongarije                           | 1 – 2                                       | WK 2022 kwalificatie                        |                                             |
| 24                                          | 4 juni 2022                                 | Hongarije – Engeland                        | 1 – 0                                       | UEFA Nations League                         |                                             |
| 25                                          | 7 juni 2022                                 | Italië – Hongarije                          | 2 – 1                                       | UEFA Nations League                         |                                             |
| 26                                          | 11 juni 2022                                | Hongarije – Duitsland                       | 1 – 1                                       | UEFA Nations League                         |                                             |
| 27                                          | 14 juni 2022                                | Engeland – Hongarije                        | 0 – 4                                       | UEFA Nations League                         |                                             |